# Vetulicolia
Sous-embranchement
Les Vetulicolia (Vétulicoliens en français) sont un Sous-embranchement éteint d'organismes marins primitifs de petite taille. Ils ont vécu au tout début de l'ère du Paléozoïque durant la période géologique du Cambrien, il y a environ entre −540 et −485 Ma (millions d'années).

## Historique
Les Vetulicolia ont été élevés au rang d'embranchement (phylum) lors de leur description en 2001, niveau confirmé par une seconde publication[Laquelle ?] en 2005.
En 2014, à la suite d'une étude de vétulicoliens découverts en Australie, Diego García-Bellido et John Paterson rattachent le taxon à l'embranchement des chordés et rétrogradent les Vetulicolia au rang de sous-embranchement.

## Anatomie
Le corps comprend deux parties :
- un front volumineux surmonté d'une grande « bouche » et d'une rangée de cinq ouvertures caractéristiques de chaque côté, dans le voisinage du pharynx, qui ont été interprétées comme des branchies ;
- une section postérieure constituée de sept segments.

Le plus grand représentant connu, Yuyuanozoon, mesurait environ 20 centimètres.

## Étymologie
Vetulicolia dérivé du latin vetuli (« vieux ») et cola (« habitant »).

## Taxonomie
- Embranchement : Chordata
  - Sous-embranchement : Vetulicolia
    - Classe : Vetulicolida
      -         - Genre : Nesonektris[2]
          - Espèce : N. aldridgei

      - Famille : Vetulicolidae
        - Genre : Vetulicola
          - Espèce : V. rectangulata
          - Espèce : V. cuneata
          - Espèce : V. gangtoucunensis
          - Espèce : V. monile

        - Genre : Ooedigera
          - Espèce : O. peeli

        - Genre : Yuyuanozoon
          - Espèce : Y. magnificissimi

      - Famille : Beidazooidae
        - Genre : Beidazoon
          - Espèce : B. venustum (synonyme = Bullivetula variola)

      - Famille : Didazoonidae
        - Genre : Didazoon
          - Espèce : D. haoae

        - Genre : Xidazoon
          - Espèce : X. stephanus

        - Genre : Pomatrum
          - Espèce : P. ventralis

      - Famille : Yunnanozoonidae
        - Genre : Yunnanozoon
          - Espèce : Yunnanozoon lividum

        - Genre : Haikouella
          - Espèce : Haikouella lanceolata

    - ?Classe : Banffozoa
      - Genre : Skeemella
        - Espèce : Sk. clavula

      - Famille : Banffiidae
        - Genre : Banffia
          - Espèce : B. constricta

    - Classe : Heteromorphida
      - Famille : Heteromorphidae
        - Genus : Heteromorphus
          - Espèce : H. longicaudatus (synonyme = Banffia confusa)
          - Espèce : « Forme A » (espèce non nommée)

## Publication originale
- (en) D.-G. Shu, S. Conway Morris, J. Han, L. Chen, X.-L. Zhang, Z.-F. Zhang, H.-Q. Liu, Y. Li et J.-N. Liu, « Primitive deuterostomes from the Chengjiang Lagerstätte (Lower Cambrian, China) », Nature, NPG et Springer Science+Business Media, vol. 414, no 6862,‎ 22 novembre 2001, p. 419-424 (ISSN 1476-4687 et 0028-0836, OCLC 01586310, PMID 11719797, DOI 10.1038/35106514, lire en ligne).